# 勒博代奥
勒博代奥（法語：Le Bodéo，法語發音：[lə bɔdeo]）是法国阿摩尔滨海省的一个市镇，位于该省中南部，属于圣布里厄区。

## 地理
勒博代奥（48°19'20"N, 2°56'0"W）面积9.97 平方千米，位于法国布列塔尼大區阿摩尔滨海省，该省份为法国西北部沿海省份，位于布列塔尼半岛北部，北濒大西洋英吉利海峡，西接菲尼斯泰尔省，南至莫尔比昂省，东临伊勒-维莱讷省。
与勒博代奥接壤的市镇（或旧市镇、城区）包括：阿利讷克、拉阿尔穆瓦、朗凡、梅尔莱阿克、圣马丹德普雷、普勒克-莱尔米塔日。

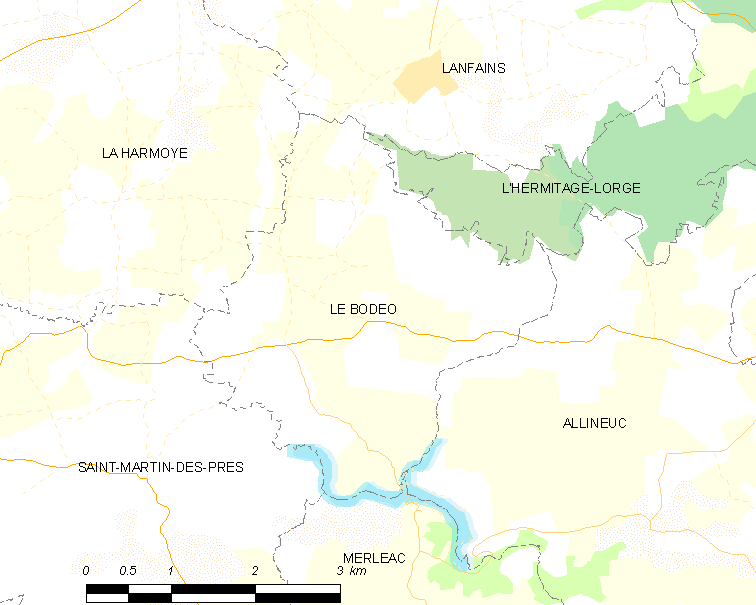
勒博代奥的OSM定位图

勒博代奥的时区为UTC+01:00、UTC+02:00（夏令时）。

## 行政
勒博代奥的邮政编码为22320，INSEE市镇编码为22009。

## 政治
勒博代奥所属的省级选区为普兰泰勒县。

## 人口

1962-2008年间勒博代奥人口变化图示

勒博代奥于2022年1月1日时的人口数量为178人。